# Чернявська волость (Липовецький повіт)
Чернявська волость — адміністративно-територіальна одиниця Липовецького повіту Київської губернії з центром у селі Чернявка. 
Станом на 1886 рік складалася з 5 поселень, 4 сільських громад. Населення — 3865 осіб (1913 чоловічої статі та 1952 — жіночої), 540 дворових господарства.
|                     | Площа, десятин | У тому числі орної, десятин |
| ------------------- | -------------- | --------------------------- |
| Сільських громад    | 3523           | 2728                        |
| Приватної власності | 5124           | 3422                        |
| Іншої власності     | 148            | 107                         |
| Загалом             | 8795           | 6257                        |

Поселення волості:
- Чернявка — колишнє власницьке село при джерелах за 25 верст від повітового міста, 1600 осіб, 204 двори, православна церква, католицька каплиця, школа, постоялий будинок.
- Кожанка — колишнє власницьке село при струмкові, 946 осіб, 144 двори, 2 православні церкви, школа, постоялий будинок.
- Очитків — колишнє власницьке містечко при струмкові, 946 осіб, 144 двори, православна церква, школа, постоялий будинок.

Наприкінці ХІХ ст. волость було ліквідовано, територія майже у повному складі відійшла до Андрушівської волості, окрім села Кожанка, що відійшла до Медівсько волості.